# Lorenzo Renzi (attore)
Lorenzo Renzi (Feltre, 1º dicembre 1977) è un attore italiano.

## Biografia
Lorenzo Renzi è nato a Feltre (in provincia di Belluno), ma è cresciuto a Manciano, nella Maremma grossetana, paese d'origine della famiglia. Attore di cinema e soprattutto di televisione, dove ha debuttato nella miniserie Ho sposato un calciatore (2005), regia di Stefano Sollima, a cui fanno seguito, tra gli altri: Pompei (2007), Romanzo criminale - La serie (2008), dove ha il ruolo di Sergio Buffoni, e L'ispettore Coliandro: Doppia rapina (2009), regia dei Manetti Bros.
Tra i suoi lavori cinematografici, ricordiamo: il cortometraggio The Call (2006), regia di Antoine Fuqua, e Deadly Kitesurf (2008), regia di Antonio De Feo. Nell'autunno del 2014 gira a Manciano il suo primo lungometraggio in veste di regista, dal titolo Maremmamara, con lo stesso Lorenzo Renzi nel cast oltre a Giancarlo Giannini, Angelica Novak, Laura Forgia, Marco Messeri, Andrea De Rosa, Barbara Enrichi, Alessandro Marverti, Valerio De Martino e Gabriele Mira Rossi.

## Filmografia

### Attore

#### Cinema
- Altromondo, regia di Fabio Massimo Lozzi (2008)
- Deadly Kitesurf, regia di Antonio De Feo (2008)
- Sotto una buona stella, regia di Carlo Verdone (2014)
- Darkside Witches, regia di Gerard Diefenthal (2015)
- Il professor Cenerentolo, regia di Leonardo Pieraccioni (2015)
- Maremmamara, regia di Lorenzo Renzi (2016)
- Abbi fede, regia di Giorgio Pasotti (2020)
- Beata te, regia di Paola Randi (2022)
- The Well, regia di Federico Zampaglione (2023)

#### Televisione
- Distretto di Polizia 3, regia di Monica Vullo – serie TV, episodio 3x17 (Canale 5, 2002)
- Ho sposato un calciatore, regia di Stefano Sollima – miniserie TV (Canale 5, 2005)
- Codice Rosso, regia di Monica Vullo e Riccardo Mosca – miniserie TV (Canale 5, 2006)
- Pompei, regia di Giulio Base – miniserie TV (Rai 1, 2007)
- Distretto di Polizia 7, regia di Alessandro Capone – serie TV, episodio 7x02 (Canale 5, 2007)
- Romanzo criminale - La serie, regia di Stefano Sollima - serie TV (SKY, 2008-2010)
- L'ispettore Coliandro: Doppia rapina, regia dei Manetti Bros. – film TV (Rai 2, 2009)
- Un medico in famiglia 6, regia di Elisabetta Marchetti – serie TV, 1 episodio (Rai 1, 2009)
- R.I.S. Roma - Delitti imperfetti, regia di Fabio Tagliavia - serie TV, episodi 1x03, 1x05 e 1x18 (Canale 5, 2010)
- Il restauratore – miniserie TV (2014)
- Rocco Schiavone, regia di Michele Soavi – serie TV, episodio 1x06 (Rai 2, 2016)
- Crazy for Football - Matti per il calcio, regia di Volfango De Biasi – film TV (Rai 1, 2021)
- Vita da Carlo, regia di Arnaldo Catinari, Carlo Verdone – serie TV, episodio 1x04 (Prime Video, 2021)
- Fosca Innocenti, regia di Fabrizio Costa – serie TV, episodio 1x04 (Canale 5, 2022)
- Tutto chiede salvezza, regia di Francesco Bruni - serie TV (Netflix, 2022-2024)
- Un passo dal cielo - serie TV, episodio 7x07 (2023)
- Those About to Die, regia di Roland Emmerich e Marco Kreuzpaintner – miniserie TV, puntate 2-3 (2024)

#### Cortometraggi
- The Call, regia di Antoine Fuqua (2006)

### Regista
- Maremmamara (2016)